# Giovenale Vegezzi Ruscalla
Giovenale Vegezzi-Ruscalla, nato Giovenale Vegezzi (Torino, 4 dicembre 1799 – Torino, 17 o 29 dicembre 1885), è stato un politico italiano.

## Biografia
Figlio di Pietro Francesco Vegezzi (1763-1829) e di Delfina Cottolengo (?-1847), fu un giornalista, diplomatico e deputato liberale italiano, cittadino onorario di Romania, membro onorario della Accademia Rumena, primo segretario della Associazione Agraria Subalpina.
A seguito del matrimonio con Felicita D'Alessandri aggiunse il cognome Ruscalla affinché non si estinguesse il nobile casato da cui discendeva la moglie. Ne ebbe due figlie: Emeranziana Delfina Maria, detta Emma, e Ida, sposata Melisurgo.
Marchese, fratello maggiore del senatore Saverio Francesco, intraprende la carriera diplomatica come funzionario del Ministero degli Esteri. Nel 1830 compie un viaggio in Romania e Banato, rimanendone affascinato; al suo ritorno in patria, studiata la lingua, si attiva nella difesa dei diritti dei cittadini romeni, diventando il più animato tra gli italiani filo-romeni dell'epoca.
Nel 1855 la figlia Emma sposa Costantino Nigra, matrimonio combinato da Cavour per favorire la carriera di lui sfruttando la parentela col ministro Saverio, ma nonostante i continui interventi diplomatici del conte, l'unione è un disastro, al punto che gli sposi vivranno sempre separati e tutti crederanno che il Nigra sia scapolo. Come dote alla figlia, Giovenale Vegezzi fece loro dono della villa Ruscalla tuttora esistente in Pecetto.
Professore di lingua e letteratura romena, deputato nella VII legislatura del Parlamento Subalpino e alla VIII del Regno d'Italia assieme al fratello, discute della situazione romena al Congresso di Parigi del 1865 spingendo Cavour a sostenerne la causa.
Si espresse veementemente contro la cessione della Contea di Nizza alla Francia in base agli accordi di Plombières, definendo la questione un’«eresia etnografica» messa in atto in barba al principio di nazionalità.
Precursore delle ricerche linguistiche dialettali - permettendo un primo riconoscimento della presenza dell’elemento galloromanzo e germanico in Piemonte, e indagando successivamente le minoranze linguistiche serbo-dalmate dell'Italia centrale e alla colonia occitano-valdese di Guardia Piemontese, in provincia di Cosenza -. dopo l'unità d'Italia si attivò affinché la lingua italiana diventasse l'unica ufficiale, attirandosi le ire della Valle d'Aosta, che reagì pubblicando un opuscolo intitolato "La langue française dans la Vallée d'Aoste", a firma del canonico Edouard Bérard. Vegezzi-Ruscalla propugnò l'italianizzazione dei toponimi valdostani in una logica di adozione della lingua italiana come lingua nazionale. Nel 1861 propose al suo avversario politico, il Conte di Covour, di adottare il più italiano cognome "Cavorre".

## Opere
- Examen de la ligne du chemin de fer projete entre Génes et l'Allemagne et proposition d'une ligne plus convenable (1850)[12]
- La nazionalità di Nizza: ragionamento (1860)[13]
- Diritto e necessità di abrogare il francese come lingua ufficiale in alcune valli della Provincia di Torino (1861)[14]
- Guardia Piemontese: Colonia piemontese in Calabria (1862)[15]

## Curiosità
- La famiglia Vegezzi era legata ai Cavour fin dai tempi del nonno di Giovenale, Carlo Francesco (1730-1796), il quale aveva costituito con il prozio del conte, Bartolomeo, ed altri una "Società Pastorale" per l'allevamento di pecore merinos con cui confezionare divise per l'esercito napoleonico. Dal tracollo finanziario che ne seguì alla fine dell'Impero, la famiglia Vegezzi fu salvata grazie ad Olimpia Cottolengo - sorella di Delfina, madre di Prospero Richelmy e nonna del cardinale Agostino - che nominò i nipoti suoi eredi universali.[16]